# Charleroise Steenweg
De Charleroise Steenweg (Frans: Chaussée de Charleroi) is een grote verkeersader in Brussel. Ze verbindt de Louizalaan gelegen in de stad Brussel met de wijk Ma Campagne gelegen in de gemeente Sint-Gillis. Samen met de Brugmannlaan, Stallestraat en Verlengde Stallestraat vormt ze de N261. Er zijn heel wat bars, restaurant, hotels en winkels gelegen op deze steenweg. De steenweg werd genoemd naar de stad Charleroi.

## Geschiedenis
In 1840 kregen Philippe De Joncker en Jean-Baptiste Jourdan in ruil voor aanleg van bestrating een privé-concessie met recht op tolheffing voor het aanleggen van een nieuwe steenweg. De concessie werd afgeschaft na dood van De Joncker, in 1865. Van de eerste bouwfase (ca. 1850), met voornamelijk paviljoenen of landhuizen in neoclassicistische stijl, is nu weinig over. Deze fase werd gekenmerkt door grote percelen met open tot half-open bebouwing, onder meer huizen van schilders Jean Robie en Balthazar Tasson-Snel, en aan de straatkant afgesloten door tuinmuren.
Vanaf de jaren vijftig van de twintigste eeuw veranderde het straatbeeld sterk en maakten de huizen plaats voor flat- en kantoorgebouwen.